# Ирина Мстиславна
Ирина (на гръцки: Ειρήνη), известна в средновековните руски хроники само като Мстаиславна (Дъщерята на Мстислав), но популярна в историографията като Добродея или Евпраксия (на руски: Добродея или Евпраксия, на украински: Добродія или Євпраксія, на гръцки: Ευπραξία), е киевска княгиня от XII век, за която се предполага, че през 1122 г. става византийска императрица, като се омъжва за Алексий Комнин, най-големия син и съимператор на византийския император Йоан II Комнин.

## Произход
Знае се, че е била дъщеря на великия киевски княз Мстислав I и на шведската принцеса Кристина Ингерсдотер. Внучка е на великия киевски княз Владимир II Мономах. Въпреки че точната година на раждането ѝ не е известна, изчисления показват, че най-вероятно е родена в периода 1108/9 г.–1110/11 г.
Рожденото име на дъщерята на Мстислав I не се споменава в изворите, но историографската традиция ѝ приписва името Добродея, което е славянски превод на гръцкото име Евпраксия (Добродеяние) – идея на руския историк Татишчев от XVIII век, която обаче не почива на никакви писмени сведения.

## Византийска императрица
Известно е, че през 1122 г. или малко по-късно тя е омъжена във византийското императорско семейство – събитието е широко отразено в средновековните руски хроники, които обаче никъде не споменават името на съпруга ѝ, посочвайки единствено, че той бил цар. Това става причина относно идентификацията на младоженеца да бъдат изказвани различни хипотези, като съвременните изследователи се обединяват около мнението, че съпруг на княгинята става най-големият син на византийския император Йоан II Комнин – Алексий Комнин, който по това време вече носел императорска титла като младши съимператор на баща си.
По традиция, след като пристига във Византия, Мстиславна приема името Ирина – името на свекърва ѝ, – с което съпругата на Алексий Комнин е засвидетелствана в един синайски ръкопис, и била обявена за императрица. Според друго мнение във Византия Мстиславна става известна като Зоя – теза на руския учен Х.М. Лопарев от 1904 г., който идентифицира Мстиславна с императрица Зоя, спомената в един запазен трактат за билкови илачи – грешка, която по-късно поправя гръцкият учен Пападимитриу.
Известно е, че Алексий Комнин е имал и втора съпруга на име Евдокия – имената на двете му съпруги Ирина и Евдокия са споменати в Синайския ръкопис.. Освен това Евдокия е била все още жива през 1143 г., когато Алексий Комнин (ум. август 1142) вече бил покойник, тъй като тя е засвидетелствана сред присъстващите на посрещането на германската годеница на император Мануил I Комнин в Константинопол. В някои изследвания въпросната Евдокия е отъждестявана със самата Мстиславна, но това създава хронологическо противоречие, тъй като в Типика на манастира „Пантократор“, завършен през октомври 1136 г. от Йоан II Комнин, императорът поръчва редовни заупокойни молитви и раздавания за своята покойна снаха и съпруга на сина му Алексий, който по това време е бил все още жив. Би било невъзможно Мстиславна да се е омъжила за Алексий Комнин през 1122 г., към октомври 1136 г. вече да е била покойница, както се съобщава в типика на „Пантократор“, а през 1143 г. да е посрещала годеницата на император Мануил I Комнин, следователно Евдокия и киевската съпруга на Алексий Комнин би трябвало да са две различни жени, а това дава основание да се приема, че във Византия Мстиславна, известна вече като Ирина, е починала преди октомври 1136 г., след което Алексий Комнин се е оженил за втората си съпруга, спомената като Евдокия, за която освен това има сведение в един схолион на Йоан Цеца, че е била грузинска принцеса, чието рожденно име е Ката, и която най-вероятно е била дъщеря на грузинския цар Деметре I. Гръцкият изследовател Константинос Варзос посочва за датата на смъртта на Ирина 16 ноември 1131 г.
Тъй като единствената дъщеря на Алексий Комнин Мария се родила около 1127/29 г., приема се, че е родена от брака му с Ирина Мстислвана.
Други сведенията за живота на Ирина във византийския двор няма. В руската историография се утвърждава погрешното схващане, че тя проявявала страст към знахарството и изучавала литература на медицинска тематика; руският изследовател Х. М. Лопарев дори ѝ приписва авторството на трактат за билколечение, известен лато Алимма, фрагмент от който се съхранява в Библиотека Лауренциана във Флоренция.

## Цитирана литература
- Литаврин, Геннадий Григорьевич (1971). Византийский медицинский трактат XI—XIV вв. (по рукописи Cod. Plut. VII, 19 Библиотеки Лоренцо Медичи во Флоренции). – Византийский временник, 31(56),  249—301, http://www.vremennik.biz/sites/all/files/018_Литаврин%20Г.Г._Византийский%20медицинский%20трактат_0.pdf
- ((fr)) Cheynet, Jean-Claude; Vannier, Jean-François (1986). Les premiers paléologues. Études Prosopographiques, Byzantina Sorbonensia, 5. Paris: Éditions de la Sorbonne, doi:10.4000/books.psorbonne.1939, ISBN 9782859441104, online ISBN 9782859448295, DOI:10.4000/books.psorbonne.1927, http://books.openedition.org/psorbonne/1939
- ((en)) Garland, Lynda; Stone, Andrew (2005). Bertha-Irene of Sulzbach, first wife of Manuel I Comnenus. – De Imperatoribus Romanis ("On The Rulers of Rome") – An Online Encyclopedia of Roman Rulers. Chicago, IL: Loyola University Chicago, 2005, https://roman-emperors.sites.luc.edu/bertha.htm, посетен на 30 септември 2024
- ((fr)) Gautier, Paul (1969). L'obituaire du typikon du Pantokrator. – Revue des études byzantines, 27,  235 – 262, doi:10.3406/rebyz.1969.1423, https://www.persee.fr/doc/rebyz_0766-5598_1969_num_27_1_1423
- ((fr)) Gautier, Paul (1970). La curieuse ascendance de Jean Tzetzès. – Revue des études byzantines, 28,  207–220, doi:10.3406/rebyz.1970.1436, https://www.persee.fr/doc/rebyz_0766-5598_1970_num_28_1_1436
- ((fr)) Gautier, Paul (1974). Le typikon du Christ Sauveur Pantocrator.. – Revue des études byzantines, 32,  1 – 145, doi:10.3406/rebyz.1974.1481, https://www.persee.fr/doc/rebyz_0766-5598_1974_num_32_1_1481
- ((el)) Varzos, Konstantinos (1984). Η Γενεαλογία των Κομνηνών, A. Thessaloniki: Centre for Byzantine Studies, University of Thessaloniki, OCLC 834784634, архив на оригинала от 11 април 2019, https://web.archive.org/web/20190401112856/https://www.kbe.auth.gr/sites/default/files/bkm20a1.pdf
- ((en)) Kazhdan, Alexander (1988). Rus'-Byzantine Princely Marriages in the Eleventh and Twelfth Centuries. – Harvard Ukrainian Studies, 12/13, Proceedings of the International Congress Commemorating the Millennium of Christianity in Rus'-Ukraine (1988/1989),  414 – 429, JSTOR 41036324, https://archive.org/details/Kazhdan19711998Articles/page/n58/mode/1up?view=theater
- ((en)) Prinke, Rafał T. (2011). Kata of Georgia. – Foundations, 3(6),  489 – 502, https://fmg.ac/phocadownload/userupload/foundations3/JN-03-06/489Kata.pdf
- ((en)) Irina Mstislavna/ of Kiev / Eupraxia (?) / Dobrodeya (?) (Year of birth is unknown - † before 1136 in Constantinople), the Byzantine empress, since 1122 the wife of the emperor of the Byzantine empire Alexios Komnenos, eldest son and co-ruler of the emperor of the Byzantine empire John II Komnenos. – Medieval Russian Princesses in the 11th — 16th cent. Saint Petersburg State University, 2024, архив на оригинала от 30 март 2023, https://medieval-princesses.spbu.ru/en/articles/irina-mstislavna-2, посетен на 29 септември 2024
- ((en)) Thomas, J.; Hero, A.C. (eds) (2000). Pantokrator: Typikon of Empror John II Komnene for the Monastery of Christ Pantokrator in Constantinople (trans. Robert Jordan). Byzantine Monastic Foundation Documents: A Complete Translation of the Surviving Founder's Typika and Testaments, Volume III. Washington D.C.: Dumbarton Oaks Research Library and Collection, pp. 725–781, https://archive.org/details/thomas-hero-byzantine-monastic-foundation-documents/page/725/mode/1up?view=theater
- ((el)) Varzos, Konstantinos (1984). Η Γενεαλογία των Κομνηνών, A. Thessaloniki: Centre for Byzantine Studies, University of Thessaloniki, OCLC 834784634, архив на оригинала от 11 април 2019, https://web.archive.org/web/20190401112856/https://www.kbe.auth.gr/sites/default/files/bkm20a1.pdf